# Renault Dauphine
El Renault Dauphine (femenino de delfín, heredera al trono en francés) fue un automóvil de turismo del segmento B, producido por el fabricante francés Renault entre los años 1960 y 1970. Se presentó en el Salón de Ginebra en 1960. Se trataba de un pequeño sedán de 4 puertas que al igual que muchos modelos europeos de la época, llevaba el motor en posición longitudinal colgado tras el transeje en la parte posterior del vehículo, donde usualmente iría el maletero. Este impulsor era un Ventoux atmosférico de 4 cilindros en línea, 845 cm³ y capaz de entregar una potencia de 26 CV. Este impulsor se encontraba acoplado a una caja manual de 4 velocidades y alcanzaba a rodar hasta los 117 km/h. Su diseño conjugaba líneas rectas y curvas que definían claramente los tres volúmenes del coche (maletero, habitáculo y vano motor). Al mismo tiempo, la ubicación del motor en su parte trasera, sumado a su diseño, permitía ofrecer en su frente un maletero de amplia capacidad de carga.
Al igual que muchos otros automóviles de su época, como el Citroën 2CV, el Volkswagen Escarabajo, el Morris Minor o el Fiat 600, fue uno de los modelos pioneros en 
el concepto moderno de coche económico en Europa.

## Historia
El prototipo del Renault Dauphine fue presentado en marzo de 1956 simultáneamente en la mayoría de los países de Europa. El proyecto 109 que da origen al Dauphine había sido iniciado en 1951 y es la evolución del Renault 4CV, del que hereda su solución «todo atrás». Dotado de una línea atractiva, realizada por Barthaud y Ousset con la colaboración del carrocero italiano Ghia, deriva de la de su hermano mayor el Renault Frégate, y proporciona una mayor capacidad y un mejor confort que su «padre» el Cuatro-Cuatro. La saga de los motores traseros continuaría en 1962 con sus sucesores, los Renault 8 y Renault 10.
La versión Ondine, aparecida en 1960, presentaba un acabado más lujoso, pinturas metalizadas, embellecedores, tapicerías más elaboradas, etc. En el plano mecánico, a excepción de las primeras unidades, venía dotada de la caja de cuatro velocidades del Gordini.
El modelo Gordini es una versión de tintes deportivos, sobre la base del Ondine. Se retocaron la culata, las válvulas y el carburador para aportarle seis caballos suplementarios. Debía su nombre al ingeniero que diseñó la transformación: Amadeo Gordini.

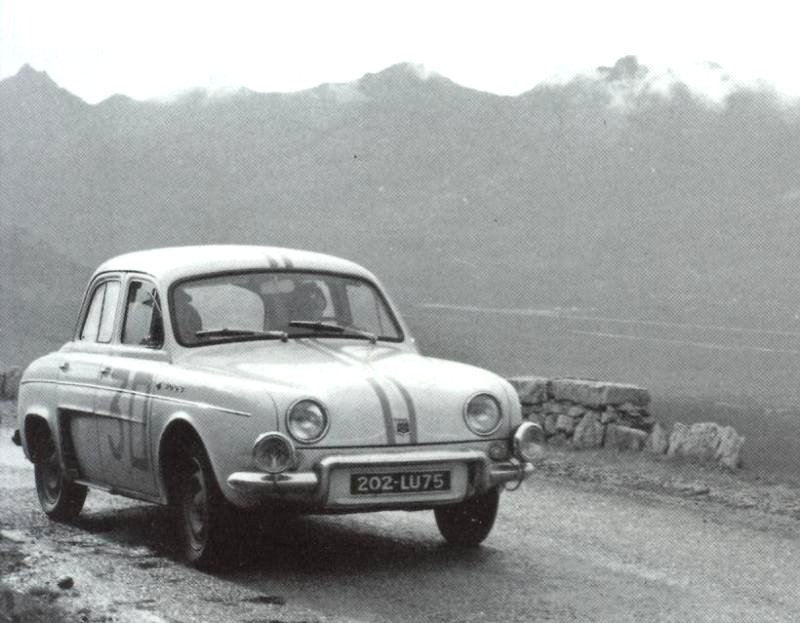
Renault Dauphine 1093 en el Rally de Córcega.

## El Dauphine alrededor del mundo
Fue fabricado bajo licencia por la italiana Alfa Romeo, y por Willys en Brasil, por FASA en Valladolid además de los fabricados en Argentina y Bélgica.
En Argentina, fue IKA (Industrias Kaiser Argentina) quien tuvo las licencias para comercializar el modelo Gordini que se fabricó desde julio de 1960 a septiembre de 1970.
En 1968 dejó de comercializarse después de haber sido construidas 2.120.220 unidades.

### Modelos Dauphine franceses

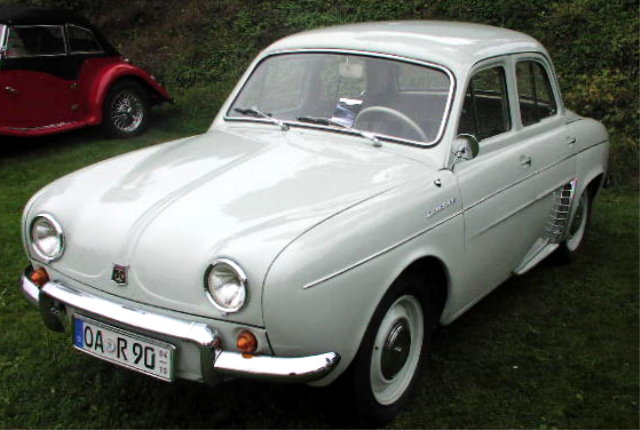
Renault Dauphine.

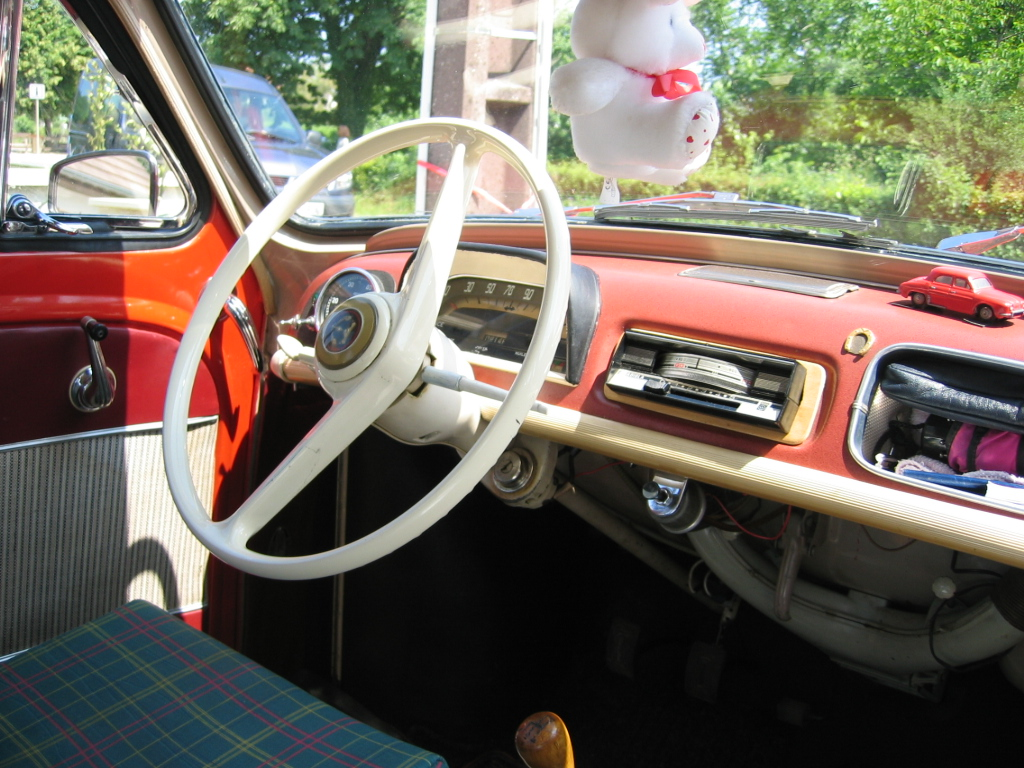
Interior de un Dauphine.

- Dauphine (R1090) fabricado entre 1956 y 1963. Motor 845cc y 28cv/33cv.
- Dauphine Gordini (R1091) fabricado entre 1958 y 1963. Motor 845cc y 37.5cv/40cv
- Dauphine Gordini 2ªserie (R1095) fabricado entre 1964 y 1968. Motor 845cc y 55cv
- Dauphine Ondine (R1090A) fabricado entre 1961 y 1962. Motor 845cc y 31cv.[10]
- Ondine Gordini (R1091A) fabricado entre 1961 y 1962. Motor 845cc y 40cv.[11]
- Dauphine Export (R1094) fabricado entre 1964 y 1966. Motor 845cc y 32cv.
- Dauphine 1093 (R1093) fabricado entre 1962 y 1963. Motor 845cc y 55cv.[12]

## El Renault Dauphine en Estados Unidos
Renault intentó el salto al mercado americano con este modelo, presentándose en 1957 en una exhibición en Nueva York, realizando así un esfuerzo comercial para implantarse en los Estados Unidos. A pesar de su buena voluntad, el experimento terminó en fracaso, principalmente por la desconfianza del cliente americano al no disponer de un servicio técnico cercano y depender de la, por entonces, lejana Europa. A pesar de ello el Dauphine fue el partícipe de la expansión mundial de Renault, ideada bajo la presidencia de Pierre Dreyfus, y del afianzamiento de La «Régie» como empresa multinacional. 
Otro motivo por el que el Renault Dauphine tuvo problemas en Estados Unidos era que la marca dirigida por Dreyfus en aquel entonces percibía que los hábitos de conducción de los estadounidenses eran muy bruscos y nada delicados, lo que hacía que los coches de este tipo se desgastasen (misma situación que Dreyfus llegó a mencionar como crítica), mientras que en mercados como el Europeo y el latinoamericano se consideraba un coche fiable y con un mantenimiento barato para su época. Además, en Estados Unidos el soporte postventa resultaba costoso debido a que debían traerse desde Francia las refacciones y recambios necesarios. Este fue uno de los factores que provocaron que los coches de procedencia francesa tuvieran una "pésima reputación" en el mercado estadounidense.  
La situación que se vio en el mercado norteamericano, en particular en Estados Unidos, fue que los conductores, habituados a motores de bloques grandes y de cilindradas enormes, el pisar el acelerador al accionar la llave provoca que el motor "despierte" y pueda seguir corriendo, mientras que este hecho en motores como el del Dauphine significaba ahogar el motor y gastar la batería de forma indebida. Ante esta situación Renault decidió enviar a los propietarios manuales sobre como conducir el automóvil. Sin embargo, esto aumentó el enfado, ya que daba a entender que era el cliente quien tenía la culpa. Otro punto en contra fue que la carrocería no estaba bien preparada para zonas húmedas y cálidas, por lo que el coche terminaba oxidándose demasiado pronto y, para completar la situación, al cerrar las puertas se percibía débil de lámina debido a que la sensación de solidez no estaba muy bien lograda. A pesar de los esfuerzos por reacondicionar las unidades no vendidas la reputación de las marcas francesas en Estados Unidos ya estaba totalmente dañada y tuvieron que vender los vehículos hasta por un precio neutral para poder agotar el inventario hasta 1966, siendo el último año de su venta.
Como lecciones aprendidas de esta situación se encuentra la necesidad de realizar estudios de mercado para poder responder adecuadamente a las exigencias locales de cada mercado y de los clientes en general, para poder ofrecer un producto fiable a precio razonable. De esta situación muchas marcas, e incluso la propia Renault, aprendieron a no ser inflexibles en el momento de desarrollar un producto, ya que en el caso del Dauphine se vio que el propio Dreyfus puso a Renault en una situación de soberbia industrial al no querer entender un mercado. 
Como curiosidad, este fue el único mercado en el que se ofreció el Dauphine con transmisión automática (accionada por botones), percibida como moderna en ese tiempo. Era de 3 velocidades accionada electrónicamente (siendo adelantada a su época).

## El Renault Dauphine en Argentina
El Renault Dauphine significó para Argentina el inicio de esta marca en el país. Hasta ese momento los únicos Renault que circulaban por Argentina eran traídos de Francia. El 12 de julio de 1960 salió de la planta de Santa Isabel, Córdoba, el primer Renault argentino fabricado por IKA-Renault.
Este coche mantenía las características técnicas del europeo, y se le sumaban unas extrañas defensas en los paragolpes dada la reglamentación vigente en el país.
En su exterior presentaba una moldura simple y fina a lo largo de sus laterales, el escudo delantero que en su parte superior incluía la inscripción DAUPHINE, y debajo, el logo del Dauphine con la corona y la palabra IKA (Industrias Kaiser Argentina) fabricante local del vehículo bajo licencia Regie Renault.
El interior del Dauphine contaba con un salpicadero de color beige hasta 1964 y desde 1964 hasta que dejó de producirse, de color negro. 
El volante tenía dos brazos que subían desde la parte inferior del centro, con una tapa que cubría la tuerca de sujeción a la columna de dirección, en la que figuraba una gran corona del Dauphine en el centro.

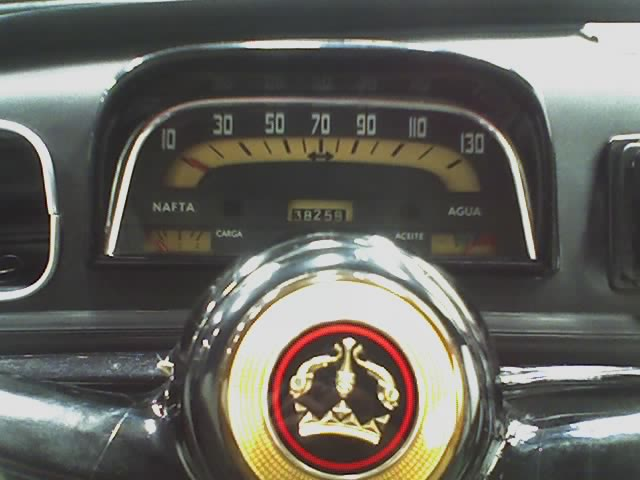
Tablero y Tapa con la corona distintiva del Dauphine. En el panel de instrumentos, a la izquierda y en la base, está el indicador de combustible, en el que se lee la palabra NAFTA, usada en Argentina en lugar de GASOLINA

El vehículo poseía radio AM en opción, cenicero en el salpicadero situado encima del aparato de radio, y no contaba con testigo de luces de carretera. Su caja de cambios tipo 314 disponía de 3 marchas hacia adelante y marcha atrás. Las llantas utilizadas fueron siempre de 15 pulgadas con cubiertas 5.00 - 15 (135-380) La velocidad máxima declarada para el Dauphine por IKA era de 117 km/h.
El Renault Gordini se presentó en 1962. A simple vista, parecía ser el mismo Dauphine, pero incluía varias mejoras. Exteriormente se le colocó una moldura doble que en el centro iba pintada de otro color distinto al de la carrocería. Esta caracterización no se realizó en todos los mercados, solo en Argentina. Adoptaba unas nuevas llantas, y el motor rendía 36hp. Respetando la cilindrada de 845 cc., respondiendo a un pedido de la Renault para hacer algo por la baja velocidad del coche, Amédée Gordini modificó el motor y la transmisión, cambiando el carburador Solex de 28 mm del Dauphine por un Solex de 32 mm (32 PIBT) con bomba de aceleración (el Dauphine no la tenía), mayor compresión y un árbol de levas con distinto diagrama (indicativo de ello era que el engranaje intermediario de la distribución, confeccionado en mikarta, tenía un dentado diferente al del Dauphine), y avances distintos en el encendido, tanto centrífugo como de vacío. 
También era distinto el reglaje de válvulas con respecto al Dauphine. El cambio más significativo lo tenía la caja de cambios tipo 318 que añadía una cuarta velocidad, o más bien "desdobla la segunda", ya que la segunda marcha del Dauphine era considerablemente larga y proporcionaba poca aceleración: con una segunda marcha dividida en dos, se obtenía una configuración de cuatro velocidades para obtener (para la época, se entiende) aceleraciones más rápidas. La tercera velocidad del Dauphine y la cuarta del Gordini tenían la misma relación de desmultiplicación. Con estos cambios, el coche declaraba una velocidad final de 130 km/h.
En ambos vehículos se utilizó el mismo sistema de frenos, con componentes idénticos y repuestos intercambiables: circuito hidráulico único sin servofreno y zapatas autocentrantes en las cuatro ruedas, siguiendo el esquema «principal y secundario» en todas ellas, con regulación por una excéntrica para cada una de las ocho, y bombines de 19 mm de diámetro para las ruedas traseras y 22 mm para las delanteras, y freno de mano mecánico, a cable y varilla con regulación en el tramo varilla, actuante sobre las ruedas traseras por un mecanismo auxiliar en sus zapatas.
Un hecho curioso es que en Argentina el nombre "Dauphine" es poco conocido, llamándose a ambos modelos "Gordini", recayendo esta designación erróneamente sobre los Dauphine también, ya que exteriormente es difícil diferenciar un Dauphine de un Gordini. Si bien el término Gordini hacía alusión a la división de coches mejorados que Renault había desarrollado en Francia junto a Amédée Gordini, el público rápidamente asociaría esta denominación con la apariencia "obesa" que presentaba este modelo, lo que terminó de provocar que en general sea más conocido como Gordini, que como Dauphine. Asimismo, esa denominación dio origen a uno de los apelativos con el que más lo reconocen sus seguidores, siendo llamado cariñosamente como "el Gordi".
El modelo Dauphine cambió su denominación por «850» en el año 1967, y si bien mantenía las características originales de este, equipaba la caja de cuatro velocidades, y carecía de molduras, de calefacción, y de tapacubos, ya que pretendía ser la versión "económica" de la serie.

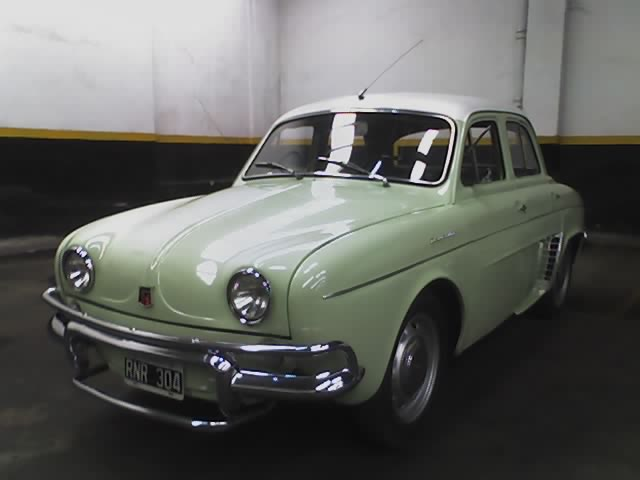
IKA-Renault Dauphine con defensas delanteras exigidas por la ley argentina
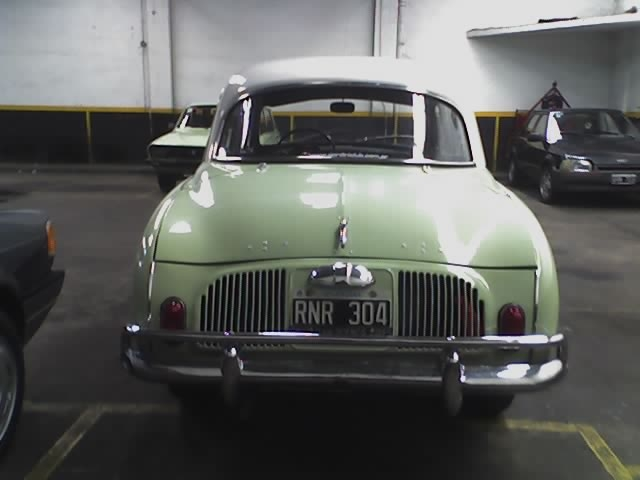
IKA-Renault Dauphine argentino

### IKA-Renault Gordini 1093 en Argentina

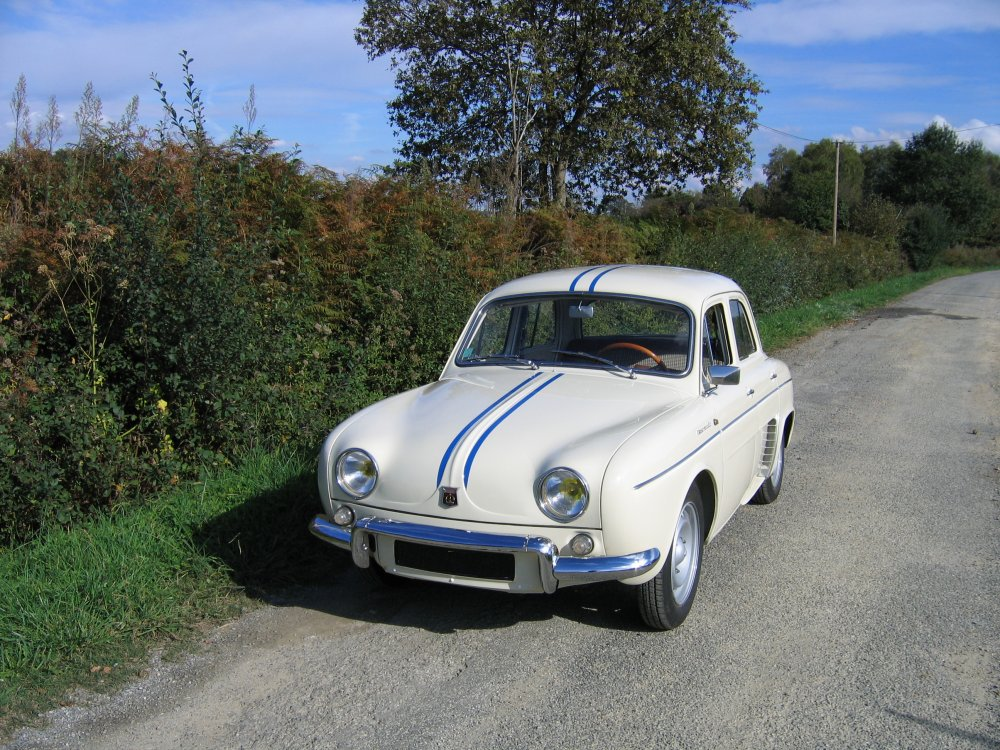
Dauphine-Gordini 1093 francés, modelo de competición original de fábrica

El modelo Gordini 1093 en Argentina fue una versión deportiva, ofrecida como una opción autorizada por Renault, e instalada por el concesionario, al contrario del modelo de fábrica que se produjo en Francia entre 1962 y 1963. Dados los logros del vehículo en los rallys y distintas competiciones en las que participaba, Renault lanzó una serie de fábrica con un motor «preparado» con mejores prestaciones. El 1093 nunca se produjo directamente en las fábricad de España o Argentina.
IKA-Renault en Argentina ofreció entre 1963 y 1970 el «paquete 1093» como equipo opcional instalado en el concesionario. El «equipo» traía un tacómetro para guantera, frenos de disco, pistones forjados, bielas de titanio, árbol de levas especial, y un carburador Solex 323 301 PAIA de dos cuerpos, entre otros. Con una potencia de 55 cv (41 kW), el coche alcanzaba 140 km/h. Los vehículos utilizados para competición en los equipos oficiales eran Gordini a los cuales se les quitaba la pintura de protección con la que se recubrían los bajos, para evitar picaduras, y de esa forma el vehículo se aligeraba. 
El Gordini transformado por distintos preparadores argentinos, obtuvo títulos nacionales argentinos en manos de Gastón Perkins, Carlos Ruesch, Danilo Bonamici, Ángel Monguzzi, Emilio Parisi, Eduardo Giordano y Luis Bauque.
En contra de lo que se cree, la sigla 1093 no se refiere a los centímetros cúbicos del motor, sino que indica el proyecto del modelo. El proyecto del Dauphine en Francia era el proyecto 109 y el número siguiente 0,1,2,3, etc correspondía a las distintas variantes dentro del proyecto inicial. Los Dauphine convencionales eran 1090. La variante Ondine 1090A, el Dauphine-Gordini 1091, etc. En Argentina, tanto Gordini como Dauphine salieron bajo la sigla R1090.
En el año 1969 el Renault Gordini modificó su habitáculo, haciéndolo más deportivo, con un volante de 3 brazos y aro de madera, relojes circulares (velocímetro y tacómetro), y llantas sin tapacubos.

### El Gordini argentino en la actualidad
Hoy en día, en Argentina ya no se ven estos vehículos por la calle, sus días como "vehículo práctico" han finalizado.
Los poquísimos que aún quedan son más bien mantenidos como coches de colección, ya que las reglamentaciones vigentes han incorporado tantos requisitos para que un vehículo pueda circular por las calles argentinas que, en la práctica, habría que introducir tantas modificaciones al vehículo que, además de costoso en dinero, sería costoso en trabajo invertido en la unidad, volviéndola impráctica para el uso.
Por suerte, y dada la dedicación de muchos de sus dueños, estos vehículos se encuentran en excelente estado de conservación.
Dado que el coche hoy es tratado como clásico, los precios de los repuestos se han sobrevaluado llegando a ser más caros que repuestos de vehículos modernos. La poca, por no decir casi nula producción y venta de los mismos, hace que pocas casas de recambios tengan las piezas que los usuarios solicitan, necesarias para su mantenimiento.
Por ejemplo, los neumáticos utilizados originalmente, hoy no se consiguen en aquel país, y los propietarios deben comprar sin remedio, marca Pirelli, que si bien exhibe la medida 5.00 - 15 realmente tienen un diámetro exterior mayor (654 mm) que el que el coche lleva (610 mm), molestando para girar, ya que rozan en los pasos de rueda. De la misma manera, se ve alterado el rendimiento del vehículo.

## Renault Dauphine en España

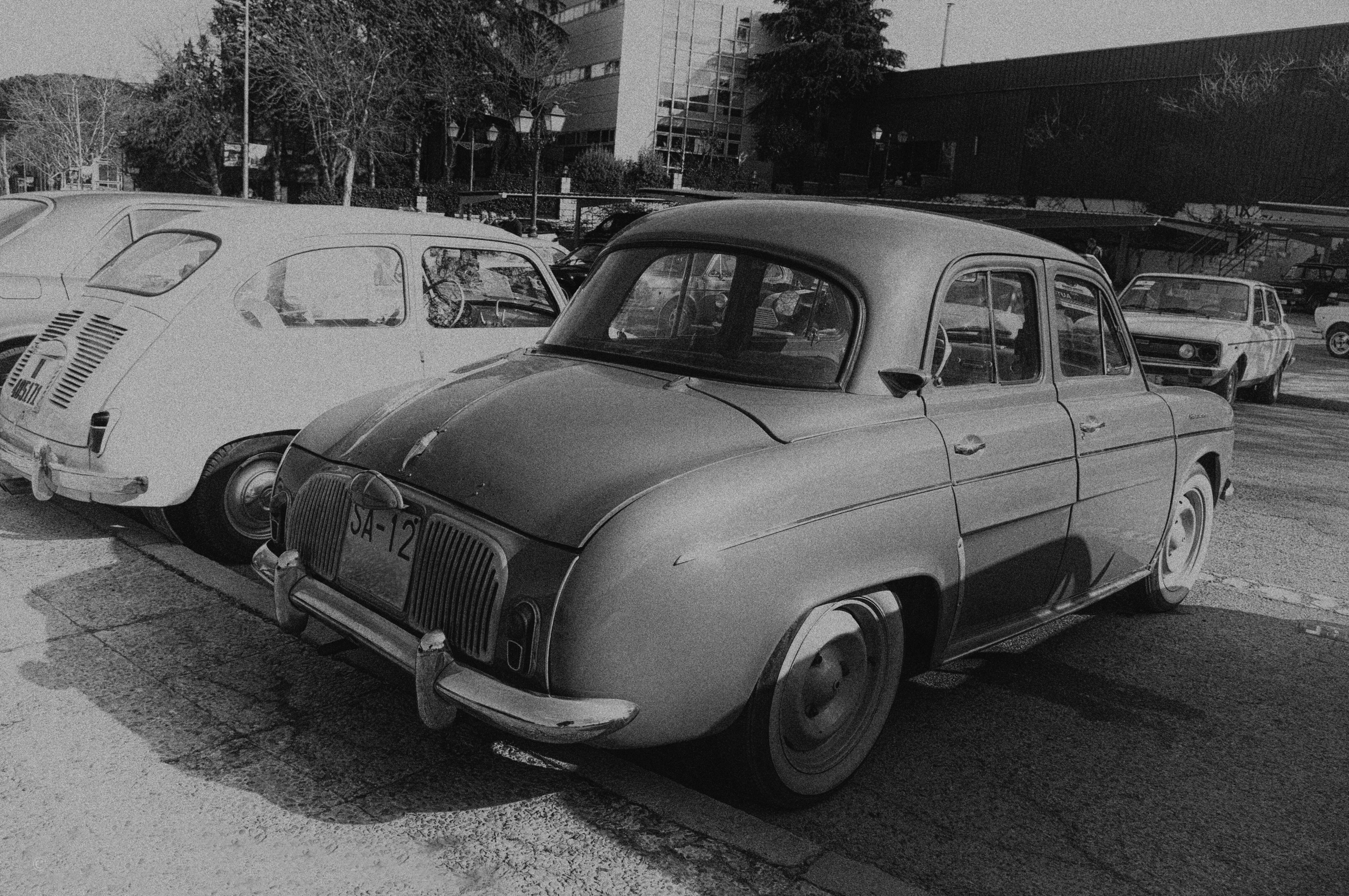
FASA-Renault Dauphine matriculado en 1961, estacionado junto a un SEAT 600, considerado uno de sus principales rivales de mercado.

FASA-Renault produjo entre 1959 y 1967 un total de 125.912 Dauphines entre todas sus series en la Nave de Montaje-1 de la factoría de Valladolid (España).

##### Cifras de producción
- 41.812 Dauphine (R1090), fabricados entre 1958 y 1964. Motor Ventoux 670-01 de 845cc, con 27 CV, 30 CV o 32 CV según el año de producción, carburador Solex 29 IBT, cambio de tres relaciones (tipo 289) y sistema eléctrico de 6V. Equipamiento y acabados evolucionan a lo largo de la producción.
- 44.861 Gordini (R1091), fabricados entre 1961 y 1967.  Motor Ventoux 670-04 de 845cc y 38 CV y posteriormente 670-045 de 845cc y 40 CV, carburador 32 PIBT, cambio de cuatro relaciones y sistema eléctrico de 12V. Mayor equipamiento y detalles de acabado como las llantas ventiladas, el salpicadero negro o el volante bicolor
- 39.179 Ondine (R1090) fabricados entre 1962 y 1965. Motor Ventoux 670-01 de 845cc, con 27 CV, 30 CV o 32 CV según el año de producción. Carburador Solex 29 IBT. Inicialmente con caja tipo 289 de tres relaciones, para pasar en 1963 a utilizar la procedente del Gordini de 4. Sistema eléctrico original de 6V hasta 1964 cuando se monta el de 12V, perdiéndose los intermitentes del montante trasero tipo Dauphine sustituidos por repetidores en las aletas delanteras como en el Gordini. Equipamiento tomado del Gordini con diferencias en cuanto a colores.

### Contexto
En la España sumida en la autarquía de finales de los años 50, la aparición del Dauphine supuso un soplo de aire fresco. Su elegante carrocería pontón y los coloridos acabados de los Ondine y Gordini le otorgaban un innegable toque chic frente a la escasa competencia. Sin embargo el Dauphine, apelado en España el "coche de las viudas", sería recordado principalmente por el comportamiento supuestamente impredecible de su suspensión posterior por ejes oscilantes en combinación con el motor trasero longitudinal colgado por detrás del transeje. 

### Polémica en torno a su comportamiento

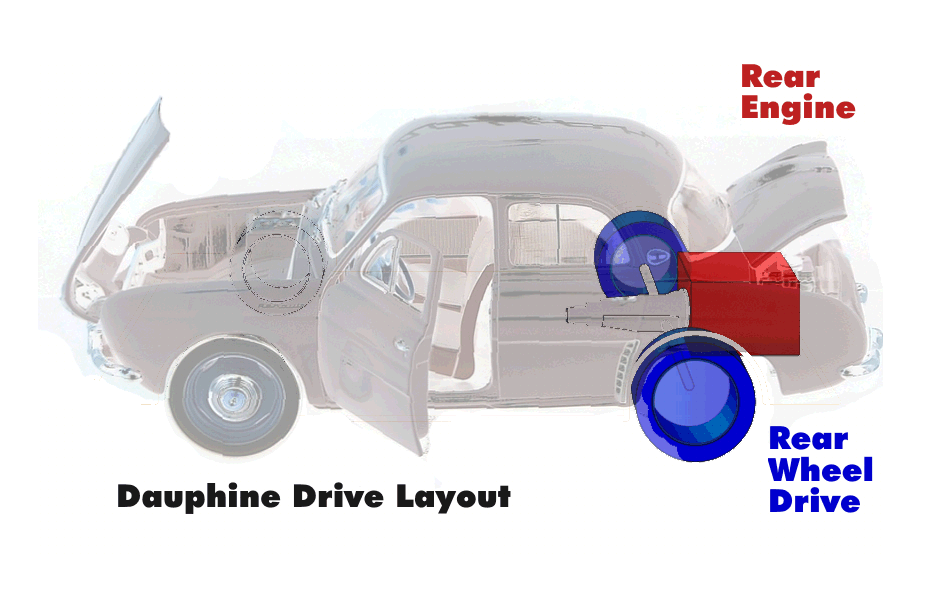
Disposición mecánica con motor longitudinal trasero en voladizo

En los vehículos con este tipo de suspensión, los semiejes oscilan libremente respecto del diferencial mediante una junta cardánica, cubiertos por un brazo hueco -el mangón o "trompeta"- que se acopla perpendicularmente al cubo de la rueda, sin ninguna articulación. 
A consecuencia de esta unión rígida, los desplazamientos de la rueda necesariamente implicarán modificaciones en la geometría de la suspensión. Así, en su desplazamiento vertical a lo largo del recorrido de la suspensión, la rueda describirá un arco en torno al diferencial que modifica el ángulo de caída , mientras que el más mínimo desplazamiento horizontal de la rueda será suficiente para provocar una modificación parásita de la  convergencia . 

#### El problema del control longitudinal de la rueda
Para evitar estas modificaciones de convergencia la trompeta debe oscilar en un plano exclusivamente vertical, evitándose incluso el ligero desplazamiento longitudinal -wheel recession- propio del guiado mediante brazos tirados utilizado entre otros por el Volkswagen Escarabajo -inspirador en gran medida del Renault 4CV, base mecánica del Dauphine-. 
Por esta razón tanto el Dauphine como su antecesor prescindían de brazos de suspensión longitudinales, guiando en su lugar las trompetas desde su articulación al transeje. Para ello cada trompeta contaba en su extremo interior con dos muñones a los que se acoplaban rodamientos cónicos de agujas alojados mediante jaulas en la carcasa del transeje. La robustez del conjunto muelle/amortiguador completaba el sistema.
En la práctica esta disposición, si bien proporcionaba un guiado óptimo a vehículo nuevo resultó ser muy propensa al desgaste, pues los rodamientos debían soportar el esfuerzo lateral provocado por la suspensión con un efecto de palanca igual a la longitud de la trompeta, lo que generaba el desgaste prematuro de muñones, jaulas y rodamientos . Una vez que el sistema adquiría juego, el par  de reacción al frenar tendía a modificar ligeramente la convergencia, provocando un efecto direccional parásito que acompañó siempre al modelo 
.
Años después el Renault 8, sucesor del Dauphine, solventó definitivamente el problema mediante el uso de tirantes de reacción  de anclaje oblicuo, cuyo eje de oscilación era coincidente con el de la trompeta a la que guiaba en un plano estrictamente vertical. Algunos de estos brazos fueron montados a posteriori en Dauphines y 4/4 con resultados desfavorables debido a la falta de precisión en su anclaje.
El mercado de accesorios ofreció también mecanismos para mitigar el problema, como el kit de "Suspension Gregoire" , diseñado por el ingeniero Jean Albert Grégoire que recurría a un sistema de triple muelle para controlar longitudinalmente la trompeta.

#### Tendencia al acuñamiento
Junto a este problema propio del modelo, los Dauphine sufrían el inconveniente característico de todas las suspensiones por ejes oscilantes; la tendencia al "acuñamiento" según la terminología de la época, o rotación de la rueda exterior sobre sí misma al producirse el apoyo en curvas. 
Este efecto se debe a que, a diferencia de otros sistemas, no se utilizan brazos para enfrentarse a la fuerza lateral que empuja la parte inferior de las ruedas exteriores hacia el interior de la curva, sino que es simplemente la inclinación del diferencial respecto al semieje/palier la que mantiene la trompeta paralalela a la carretera . Como resultado, cuando la fuerza lateral ejercida por el neumático exterior para oponerse a la fuerza centrífuga superaba el peso del vehículo, la rueda no derrapaba como en otros sistemas, sino que rotaba sobre sí misma, adquiriendo una acusada caída positiva que inclinaba la trompeta a la que estaba unida perpendicularmente. Este súbito cambio de geometría provocaba el temido efecto jacking and tuck-under de elevación de la carrocería y la disminución de la vía trasera, problema agravado en vehículos con el motor trasero en voladizo como el Dauphine
Como respuesta la casa matriz Regie Renault llevó a cabo una modificación denominada suspensión aerostable , también diseñada por Jean Albert Grégoire e introducida en el otoño de 1959 en los Renault Dauphine y Floride, que nunca se llegó a emplear en los Dauphine de FASA-Renault. Esta modificación impedía la rotación de la rueda utilizando el propio peso de la carrocería. Para ello se bajó la posición del transeje forzando a las ruedas a adquirir una leve caída negativa, al tiempo que se suavizó la amortiguación, permitiendo la inclinación de la carrocería hasta cierto punto, a partir del cual entraban en acción unos conos de goma, que en el caso del tren trasero se situaban en la parte superior de las trompetas y contenían el aire a presión atmosférica que daba nombre al sistema . En condiciones normales los conos, comprimidos por el subchasis de la suspensión, actuaban como un resorte neumático adicional, pero si la rueda comenzaba a adquirir caída positiva al acuñarse, el cono se comprimía hasta que la goma hacía tope, forzando a la trompeta a permantecer paralela a la carretera. Completaban el sistema unas bandas de material textil que sujetaban el puente en extensión.
Pese a sus ventajas, la suspensión aerostable dejó de emplearse en 1962 debido a su tendencia a endurecerse con todas las plazas ocupadas. Fue sustituida por una serie de modificaciones que sí verían los Dauphine fabricados en España. Se dejaron de utilizar los conos de goma, manteniéndose las bandas textiles al tiempo que se endurecía la suspensión y se modificaban las presiones de inflado. Esta estrategia de presiones, habitual en vehículos con este tipo de suspensión como los Porsche o los Chevrolet Corvair, era conocida como tyre pressure differential y consistía en elevar notablemente la presión de los neumáticos traseros sobre la de los delanteros —hasta 1.6 km/cm2 en el eje trasero frente a los 1.0 kg/cm2 del delantero en el caso del Dauphine—. De este modo se lograba transformar el comportamiento sobrevirador natural del coche en subvirador, minimizando así la fuerza lateral que debían ejercer las ruedas traseras. En el Dauphine sin embargo esta estrategia de presiones, junto con los problemas de guiado del tren trasero inherentes al modelo, provocaban un desagradable tacto de flotación en la dirección que muchos usuarios recurrían a mejorar artesanalmente, cargando permanentemente el maletero situado en la parte delantera del vehículo.
Otros fabricantes de vehículos con motor trasero en voladizo, como los Fiat 600 o Simca 1000 utilizaron suspensiones posteriores por brazos semitirados de anclaje oblicuo, con semiejes articulados que evitaban completamente los problemas de comportamiento de las suspensiones por ejes oscilantes.